# ليان بيكر
ليان بيكر (بالإنجليزية: Leanne Baker)‏ مواليد 8 يناير 1981 في هاميلتون، هي لاعبة كرة مضرب نيوزلندية سابقة بدأت مسيرتها كمحترفة سنة 1998 وكانت تلعب باليد اليسرى، اعتزلت اللعب في 2008. أعلى تصنيف لها في الفردي كان 260. أعلى تصنيف لها في الزوجي كان 108.

## روابط خارجية
- ليان بيكر على موقع رابطة محترفات التنس (الإنجليزية)
- ليان بيكر على موقع الاتحاد الدولي لكرة المضرب (الإنجليزية)
- ليان بيكر على موقع خلاصة التنس.كوم (الإنجليزية)
- ليان بيكر على موقع إي إس بي إن.كوم (الإنجليزية)